# Josef Herda
Josef Herda (auch Jozef Herda; * 21. April 1910 in Trnava; † 4. Oktober 1985 in Bratislava) war ein tschechoslowakischer Ringer.

## Werdegang
Josef Herda begann in Prag mit dem Ringen. Im Jahre 1930 trat er in die Polizei ein und startete ab diesem Zeitpunkt für den Polizeisportverein SFK „Straze“ Prag. Zielstrebig kämpfte er sich in die tschechoslowakische Spitzenklasse im griechisch-römischen Stil hinein. Er platzierte sich bei den tschechoslowakischen Meisterschaften mehrmals im Vorderfeld.
Sein Debüt bei internationalen Meisterschaften gab er im Jahr 1934 bei den Europameisterschaften in Rom, wo er einen guten 6. Platz belegte. Auf der Rückreise von diesen Meisterschaften rang die tschechische Nationalmannschaft in München gegen eine bayerische Auswahl. Josef Herda unterlag dabei gegen Wolfgang Ehrl aus München nach Punkten. In prächtiger Form präsentierte er sich bei den Olympischen Spielen 1936 in Berlin. Mit vier Siegen und einer knappen 1:2 Punktniederlage gegen den finnischen Favoriten Lauri Koskela gewann er die Silbermedaille.
Bei weiteren internationalen Meisterschaften war er nicht am Start. Im Jahr 1942 ging Josef Herda in die Slowakei und lebte seither in Bratislava. Er war dort nach dem Zweiten Weltkrieg auch als Ringertrainer tätig.

## Internationale Erfolge
(OS = Olympische Spiele, EM = Europameisterschaft, GR = griech.-röm. Stil, Le = Leichtgewicht, We = Weltergewicht, damals bis 68 kg bzw. 73 kg Körpergewicht)
- 1930, 2. Platz, Intern. Meisterschaften von Schlesien u. Mähren in Brünn, GR, Le, hinter Jaros u. vor Besruch, bde. Tschechoslowakei;
- 1934, 1. Platz, Intern. Tschechische Meisterschaften in Proßnitz/Mähren, GR, Le, vor Biczo u. Fabian, bde. Ungarn;
- 1934, 1. Platz, Intern. Turnier in Prag, GR, We, vor Rudolf Svedberg, Schweden u. Samec, Tschechoslowakei;
- 1934, 6. Platz, EM in Rom, GR, Le, mit Siegen über Imre Beke, Ungarn und Josef Graßl, Österreich und Niederlagen gegen Eduard Sperling, Deutschland und Einar Karlsson, Schweden;
- 1936, Silbermedaille, OS in Berlin, GR, Le, mit Siegen über Alberto Molfino, Italien, Oskar Hollinger, Schweiz, Voldemar Väli, Estland und József Kálmán, Ungarn und einer Niederlage gegen Lauri Koskela, Finnland